# Amtsgericht Emmerich

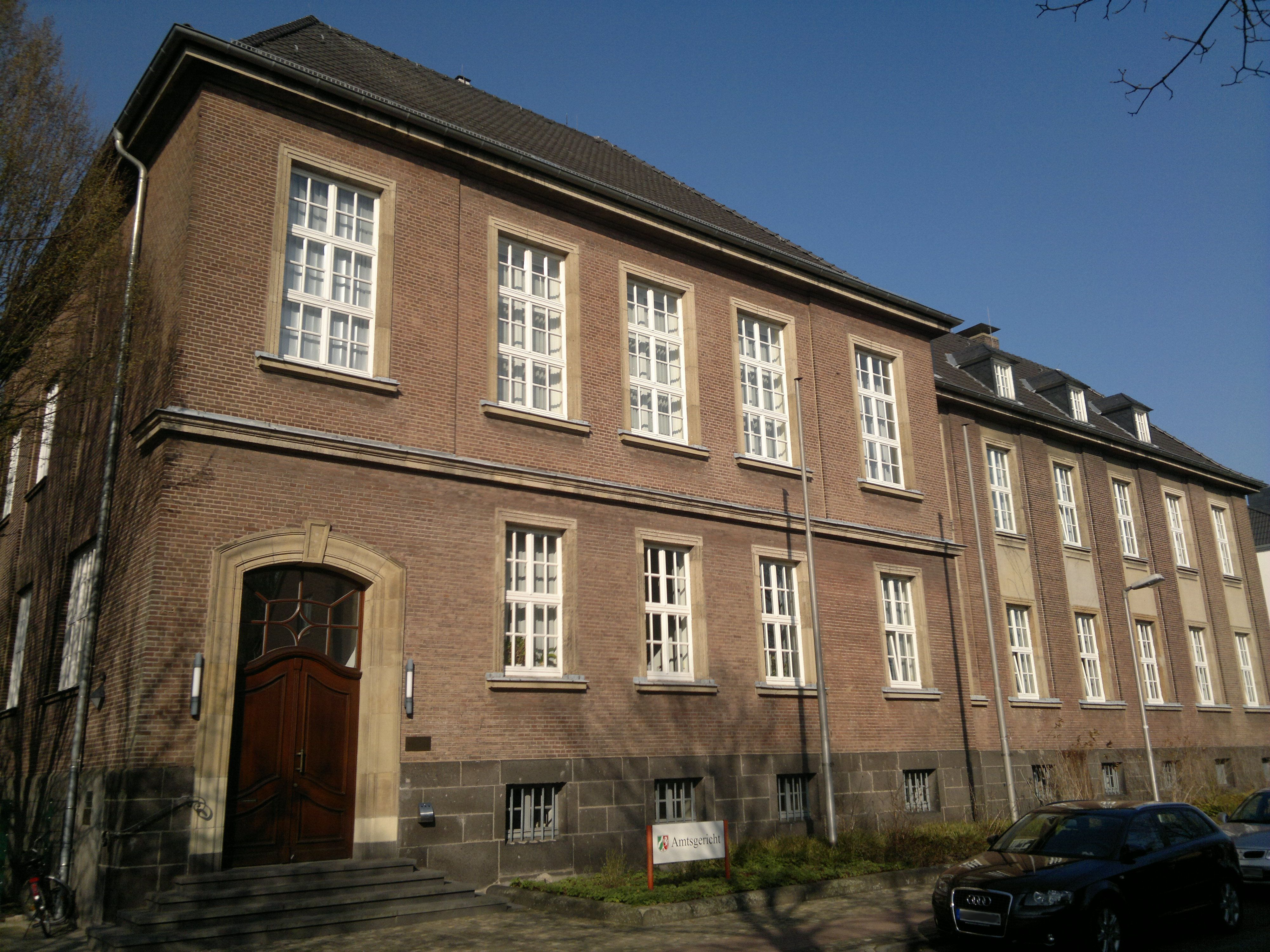
Das Amtsgericht Emmerich in der Seufzerallee (2014)

Emmerich am Rhein ist Sitz des Amtsgerichts Emmerich, das für die Städte Emmerich und Rees im rechtsrheinischen Teil des Kreises Kleve zuständig ist. In dem 190 km² großen Gerichtsbezirk leben rund 52.300 Menschen.

## Geschichte
In Emmerich bestand von 1849 bis 1879 die Gerichtskommission Emmerich des Kreisgerichts Wesel. Das königlich preußische Amtsgericht Emmerich wurde mit Wirkung zum 1. Oktober 1879 als eines von 16 Amtsgerichten im Bezirk des Landgerichtes Duisburg im Bezirk des Oberlandesgerichtes Hamm gebildet. Der Sitz des Gerichts war Emmerich. Sein Gerichtsbezirk umfasste aus dem Kreis Rees den Stadtbezirk Emmerich, die Landbürgermeisterei Emmerich und die Bürgermeistereien Elten und Brasselt ohne den Teil, der dem Amtsgericht Rees zugeordnet war. Am Gericht bestand 1880 eine Richterstelle. Das Amtsgericht war damit ein kleines Amtsgericht im Landgerichtsbezirk. Das Amtsgericht Emmerich war zugleich Rheinschifffahrtsgericht für die Bezirke der Amtsgerichte Emmerich und Rees. Am 1. Juli 1975 kam das Amtsgericht Rees an das Amtsgericht Emmerich.

## Übergeordnete Gerichte
Das dem Amtsgericht Emmerich übergeordnete Landgericht ist das Landgericht Kleve, das wiederum dem Oberlandesgericht Düsseldorf untersteht.